# District de Hassaké
Le district de Hassaké (arabe : منطقة الحسكة) est un district (mantiqah) syrien dépendant administrativement du gouvernorat de Hassaké. Au recensement de 2004, il avait une population de 484 966 personnes. Sa capitale est Hassaké qui est également la capitale du gouvernorat.

### Sources
- (en) Cet article est partiellement ou en totalité issu de l’article de Wikipédia en anglais intitulé « Al-Hasakah District » (voir la liste des auteurs).